# ميهو تاناكا
ميهو تاناكا (باليابانية: 田中美保؛ بالكانا: たなか みほ) هي لاعبة كرة الريشة يابانية، ولدت في 8 أبريل 1976 في ساغا في اليابان.

## وصلات خارجية
- ميهو تاناكا على موقع BWF.tournamentsoftware.com (الإنجليزية)
- ميهو تاناكا على موقع BWFbadminton.com (الإنجليزية)
- ميهو تاناكا على موقع اللجنة الأولمبية الدولية (الإنجليزية)
- ميهو تاناكا على موقع أوليمبيديا (الإنجليزية)